# Chá de hibisco

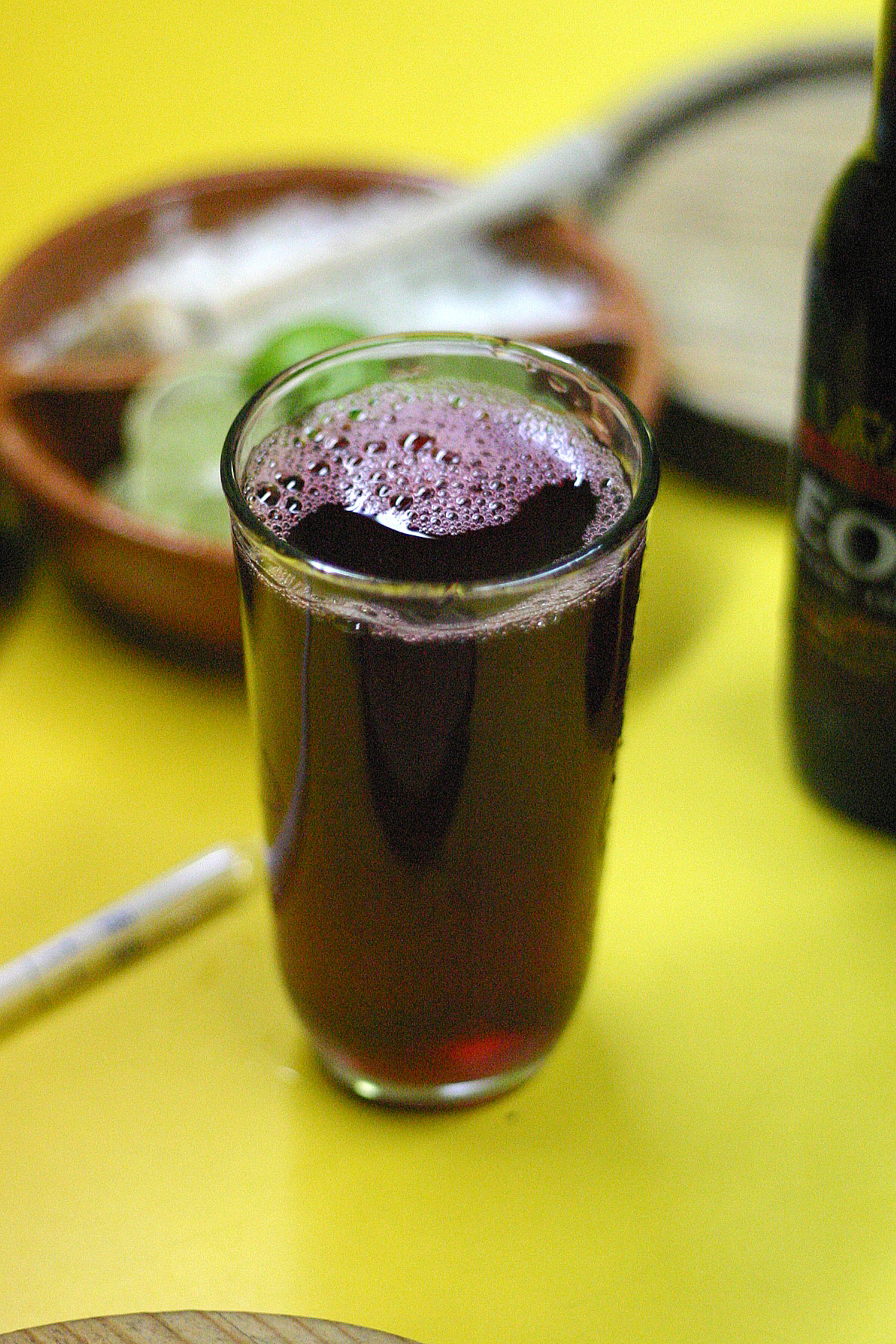
Um copo de “água de jamaica”, uma bebida mexicana à base de chá de hibisco.

O chá de hibisco, conhecido por água de jamaica no México e ondjo na Guiné-Bissau, é a bebida feita com as flores da planta Hibiscus sabdariffa, conhecida como vinagreira no Brasil e baguiche na Guiné-Bissau. A infusão feita com essas flores é chamada também karkadé no Egito, carcadè na Itália, sorrel ou roselle em inglês e bissap em diferentes países da África ocidental.
Na África ocidental, o “jus de bissap” é popular em todos os países e vendido como refresco nas ruas. É baseado num chá de flores de hibisco, hortelã, baunilha e sumo de laranja ou doutros frutos e servido com gelo, é por vezes considerado a “bebida nacional do Senegal”.  Já no Brasil, o Hibisco costuma ser preparado com canela, cavalinha ou limão.
Na Itália, o chá, conhecido como “carcadè” ou “karkadè”, é geralmente bebido frio e açucarado - por vezes, com suco de limão espremido na hora. Foi introduzido no país no período em que a Eritreia era colônia italiana (1860-1941); o ditador Benito Mussolini promoveu o hábito de beber a infusão de hibisco no lugar do tradicional chá inglês, após as sanções impostas à Itália durante a guerra na Etiópia.

## Ligações Externas
- Benefícios do Hibisco
- Blog com mais informações sobre hibisco e seus benefícios.

- Chá de Hibisco e seus Benefícios